# Еміль Бюрне
Еміль Бюрне (фр. Emile Burnat; 21 жовтня 1828, Веве, кантон Во — 31 серпня 1920) — швейцарський ботанік.
Він почав збирати гербарій ще в підлітковому віці, пізніше працював у Conservatoire et Jardin botaniques Женева. Еміль Бюрне досліджував флору Приморських Альп. Його вражаючий гербарій тепер зберігається у ботанічного саду в Женеві.
На честь Бюрне названо рід Burnatia та сорт виду ломикамінь Saxifraga × burnatii.

## Публікації
- Flore des Alpes maritimes ou Catalogue raisonné des plantes qui croissent spontanément dans la chaîne des Alpes maritimes, etc.; (7 volumes 1892–1931, with John Isaac Briquet and François Cavillier).
- Catalogue raisonné des Hieracium des Alpes Maritimes; (1883, with August Gremli).